# Al Hebiah
Al Hebiah (in arabo الحبيه ‎?) è una comunità dell'Emirato di Dubai, negli Emirati Arabi Uniti. Si trova nel Settore 6 nella zona centrale di Dubai.

## Territorio
Il territorio della comunità occupa una superficie di 32,3 km² nella zona centrale di Dubai.
Al Hebiah è suddivisa in sei comunità:
- Al Hebiah First (codice comunità 674), detta anche Dubai Motor City, a nord-est;
- Al Hebiah Second (codice comunità 675), detta anche Dubai Studio City, a est;
- Al Hebiah Third (codice comunità 676), detta anche Damac Hills, a est;
- Al Hebiah Fourth (codice comunità 682), detta anche Dubai Sports City, a nord-ovest;
- Al Hebiah Fifth (codice comunità 683), detta anche Dubai Golf City, a sud-ovest;
- Al Hebiah Sixth (codice comunità 677), detta anche Mudon, a sud-est.

L'area ha una forma rettangolare ed è racchiusa interamente fra la Sheikh Mohammed Bin Zayed Road (E 311) a nord, la Al Qudra Street (D 63) a est, la Emirates Road (E 611) a sud e la comunità di Me'aisem a ovest. L'area è inoltre attraversata dalla Sheikh Zayed Bin Hamdan Al Nahyan Street (D 54) in direzione est-ovest e dalla Hessa Street (D 61) in direzione nord-sud.
Questa è una comunità mista che comprende zone residenziali con appartamenti e ville, ma anche edifici per uffici, zone commerciali e strutture per lo sport e il tempo libero. Non mancano una serie di servizi che comprendono: scuole per i vari livelli di età, aree per lo shoppping, parchi, ristoranti, moschee e presidi sanitari.
Fra i principali punti di riferimento della comunità ci sono:
In Motor City
- il complesso residenziale Uptown Motor City che offre appartamenti residenziali in edifici di pochi piani e comprende aree ricreative, scuole e parchi. Gli appartamenti vanno dai monolocali ai residence con 4 camere da letto;[5]
- il complesso residenziale Green Community Motor City, caratterizzato da grandi ville, villette a schiera e lussuosi appartamenti;[6]
- l'Autodromo di Dubai, comprende un circuito approvato dalla Federazione Internazionale dell'Automobile di 5,39 km che può essere configurato in sei diversi tracciati e lunghezze a seconda delle gare, una scuola di corse, piste di karting indoor e outdoor, nonché un'area attrezzata denominata Motor City Business Park, in grado di fornire uffici e magazzini per attività di supporto ai team sportivi;
- la  GEMS Metropole School, che offre il British Curriculum ai ragazzi dai 3 ai 17 anni;[5]
- l'Emirates Hospital Day Surgery & Medical Center;[5]
- il centro commerciale 'First Avenue;[5]
- le moschee di Al Eman e Al Adel;[5]

In Studio City
- il complesso residenziale Glitz, suddiviso in Glitz 1, Glitz 2 e Glitz 3;[7]
- il circolo sportivo Dubai Polo & Equestrian Club;[8]
- la torre per uffici della Warner Brothers Discovery Network;[7]
- lo Studio One Hotel.[7]

In Sport City
- il complesso residenziale di lusso di Victory Heights, composto di oltre 1.000 ville nella zona occidentale della comunità;[9]
- il complesso residenziale Elite Sports Residence, composto da 10 edifici con un totale di oltre 3.000 appartamenti;[10]
- il complesso di appartamenti Canal Residence West, situato vicino al Canal Promenade;[10]
- la Victory Heights Primary School, che segue il UK Curriculum fino ai 6 anni;[10]
- la moschea Al Juma;[10]

In Damac Hills
- il Trump International Golf Club;[11]
- la spiaggia artificiale di Malibu Bay;[12]

In Golf City
- il complesso residenziale Remraam, composto da edifici di pochi piani a prezzi non elevati adatto a famiglie o singoli;[13]

In Mudon
- i complessi residenziali di Rahat, Naseem, Arabella e Al Salam, composti di villette a schiera di varie dimensioni;[14]

L'area non è servita dalla metropolitana e non ci sono fermate nelle comunità più vicine. 
Vi sono comunque diverse linee di superficie che servono abbastanza capillarmente la comunità collegandola alle comunità vicine.